# جروسالام (اوهایو)
جروسالام (به انگلیسی: Jerusalem) یک روستا در ایالات متحده آمریکا است که در شهرستان مونرو، اوهایو واقع شده‌است. جروسالام ۰٫۶۲ کیلومتر مربع مساحت و ۱۶۱ نفر جمعیت دارد و ۳۸۵ متر بالاتر از سطح دریا واقع شده‌است.